# 좀다람쥐꼬리
좀다람쥐꼬리(Huperzia selago)는 석송과에 속하는 식물이다. 속명 후페르지아는 독일 식물학자 요한 후페르츠를 기리기 위해 정해졌으며, selago는 켈트식 이름이다.
상록수 다년생 초본 포자는 높이 6-30cm로 뿌리 체계가 덜 발달되어 있으며, 또한 줄기는 오름차순 또는 직립하고, 이분법적으로 가지를 친다. 연간 성장 범위는 1~4cm이다. 잎(엽상체)은 짙은 녹색, 피침형 또는 선형 피침형이고, 날카롭고, 가죽 같고, 단단하고, 조밀하게 나선형으로 배열되어 있다.

## 분포 및 서식지
북미와 유럽 및 아시아 등지의 모래 구덩이, 도랑, 호숫가, 침엽수 늪 등에서 발견된다.
미국 북동부에서는 아한대 서식지에서 발견되지만 고산지대에서는 발견되지 않는다.

## 이용
어퍼 타나나 인디언은 좀다람쥐꼬리로 머리에 찜질을 하여 두통을 해소했다.